# Severně od šedesáté páté
Severně od šedesáté páté  je psychologický román českého spisovatele žijícího v Kanadě, Zdeňka Hanky. Příběh zasazený do extrémních podmínek kanadského severu podává obraz lidského charakteru, narušeného vidinou peněz.

## Děj
Román je příběhem dvou přátel, Briana a Richarda.
Brian, osmadvacetiletý záchranář, je čerstvě ženatý a čeká se svou ženou Julií dítě. Richard je původní profesí učitel biologie. Poté, co mu ztroskotalo manželství a přišel o práci, rozhodl se ve svých třiceti osmi letech složit zkoušky v oboru paramedik - pohotovostní záchranný specialista. Oběma mužům se jednoho dne naskytne možnost pracovat v odlehlé krajině u řeky Mackenzie, severně od šedesáté páté rovnoběžky. Odjedou tedy společně za novou prací. Během cesty zažijí Richard s Brianem konflikt, vyvolaný výhrou vysoké částky peněz. Oba jsou postaveni před morální dilema, každý z nich si totiž činí na výhru nárok. Tento banální spor radikálně naruší přátelské vztahy a má negativní dopad na odvedenou práci.
Posláním jejich nového povolání je zajistit bezpečné lékařské zázemí pracovníkům, kteří se podílejí na seismickém projektu, jehož manažerem je Herman Maine. Brian, Richard a jeho pes Grimm přebývají v sanitce, kde mají operativně u vysílačky vyčkávat na případný signál k výjezdu. V terénu se nacházejí mimo dosah mobilního signálu a internetu. Spojení s civilizací je možné pouze z centrály v Tulitě, vzdálené od jejich stanoviště několik desítek kilometrů.
Hádky a rozpory způsobí mezi Brianem a Richardem napětí, v důsledku toho se nezachovají profesionálně. Nereagují na signál vysílačky a včas nezasáhnou, když je těžce zraněn jeden z dřevorubců, Andy. Následným ošetřením mu již nedokážou zachránit život. Ani tato tragická událost nedokáže oba přátele přivést k racionálnímu uvažování a vzájemné domluvě. Projekt musí být v důsledku smrtelného zranění Andyho přerušen. Brian a Richard se vracejí domů. Na zpáteční cestě však dochází k tragédii. Při přejezdu zamrzlé řeky sjedou z vyznačené trasy a sanitka se začne potápět.

## Hlavní postavy
- Brian Zack -  pohotovostní záchranný specialista (paramedik), přítel Richarda Wayna

- Richard Wayne - původní profesí učitel biologie, později vystudoval obor paramedik, přítel Briana Zacka

- Julia Zack - Brianova manželka

- Jonas Brown - geologický inženýr

- Herman Maine - vedoucí seismického projektu u řeky Mackenzie a bezpečnostní technik

- Andy - zraněný dřevorubec